# Miguel Monteiro
Luís Miguel Brito Garcia Monteiro známý též jen jako Miguel (* 4. ledna 1980 Lisabon) je bývalý portugalský fotbalista. Portugalsko reprezentoval v letech 2003–2010, v 59 zápasech, ve kterých dal 1 gól. Získal stříbrnou medaili na mistrovství Evropy v roce 2004, krom toho se zúčastnil ještě tří vrcholných turnajů, mistrovství světa 2006 (4. místo), mistrovství Evropy 2008 (Portugalci vypadli ve čtvrtfinále) a mistrovství světa 2010 (Portugalci vypadli v osmifinále). S Benficou Lisabon se stal mistrem Portugalska (2004–05), hrál za ni v letech 2000–2005, většinu kariéry ale strávil ve Valencii (2005–2012). Jednu sezónu hrál i za Estrela Amadora (1999–2000).